# 源希義
源希義（日语：／ Minamoto no Mareyoshi，1152年—1182年）是日本平安時代末期武士，清和源氏為義流河內源氏出身，源義朝的五子，源賴朝的同母弟，同母姊妹為一條能保室坊門姬。

## 生涯
平治元年（1159年），希義的父親在源義朝和兄長源義平等在平治之亂中死去，原本身霍駿河國香貫（現靜岡縣沼津市香貫町）的希義被舅父藤原範忠轉交給朝廷處置。永曆元年（1160年）3月11日，其另一兄長源賴朝被流放至伊豆國當天，希義則被流放至土佐國介良荘（現高知縣高知市介良）。其後，自稱「土佐冠者」，隨後在土佐長大成人。
治承4年（1180年）8月，賴朝舉兵，平家懷疑希義有份協助，因此向其發出追討令。希義本來拜托了夜須行宗協助其逃亡，但是被平重盛家人蓮池家綱和平田俊遠動悉先機，在年越山（現高知縣南國市一帶）奇襲並且成功殺死希義。由於人們畏懼平家，所以連葬禮也沒有舉行便將希義的遺體丟棄，最後由希義的師僧，土佐國的琳猷上人帶走供養。文治元年（1185年）3月27日，上人在頸上掛上希義的鬢髪前往鎌倉與賴朝見面，賴朝不禁讚賞道：「上人所做的事，就好像讓希義的魂魄再度探訪一樣。」
另外，《平治物語》與《吾妻鏡》對於希義死時的描述有分歧，按《平治物語》的說法，希義是賴朝舉兵後遭到平家勢力包圍，他替父親義朝舉行法事後便自殺身亡。
有些說法認為在治承4年，希義與紀伊國熊野等海上勢力合作，曾經計劃在南海道建立獨自的反平家勢力圈。
賴朝對於希義的死悲憤莫名，在派遺大軍消滅蓮池和平田等人後，在介良莊建立墓地，並且以希義的法名「西養寺殿圓照大禪定門」來命名為西養寺。
希義的死亡年份眾說紛紜。
- 壽永元年（1182年） - 《吾妻鏡》壽永元年9月25日條。
- 治承4年（1180年）12月1日 - 《延慶本平家物語》。
- 治承4年（1180年）日期不明 - 《尊卑分脈》和《平治物語》。
- 治承4年8月17日（1180年9月8日） - 自殺。

## 墓所
進入近世後，西養寺逐漸衰落，在明治時代因為廢佛毀釋而被廢棄，現在只剩下遺跡。西養寺跡地內的無縫塔（高知市指定文化財）相傳便是希義之墓。1995年，此墓與鎌倉的賴朝墓互換泥土和石頭，讓兄弟二人得已重聚。墓地上方亦建有祭祀希義的希義神社。另外在高知縣高知市橫濱東町也有同樣是祭祀希義的聖神社。

## 後裔氏族
- 土佐吉良氏（日语：吉良氏）
按天正年間寫成的《吉良物語》記載，希義之子源希望（日语：源希望）獲賴朝賜予吉良莊（現高知縣高知市春野町弘岡上周邊）為領地，其後裔在戰國時代成為土佐七雄之一的土佐吉良氏。